# Santa Mònica de Perpinyà
Santa Mònica de Perpinyà era la capella del Convent dels Agustins Descalços de la ciutat de Perpinyà, a la comarca del Rosselló, de la Catalunya del Nord.
Era en el barri de Sant Joan. El convent ocupava un espai entre els carrers de les Costureres (ara, de la Campana d'Or) i de l'Eula (actualment, de la Barra); el seu espai va estar molts anys ocupat per l'escola anomenada de la Campana d'Or. En l'actualitat en queden vestigis en el bar de nit Tio Pepe, al fons del carreró sense sortida del carrer de la Barra, al davant de la porta de darrere del Palau de la Diputació.